# 南部市場駅

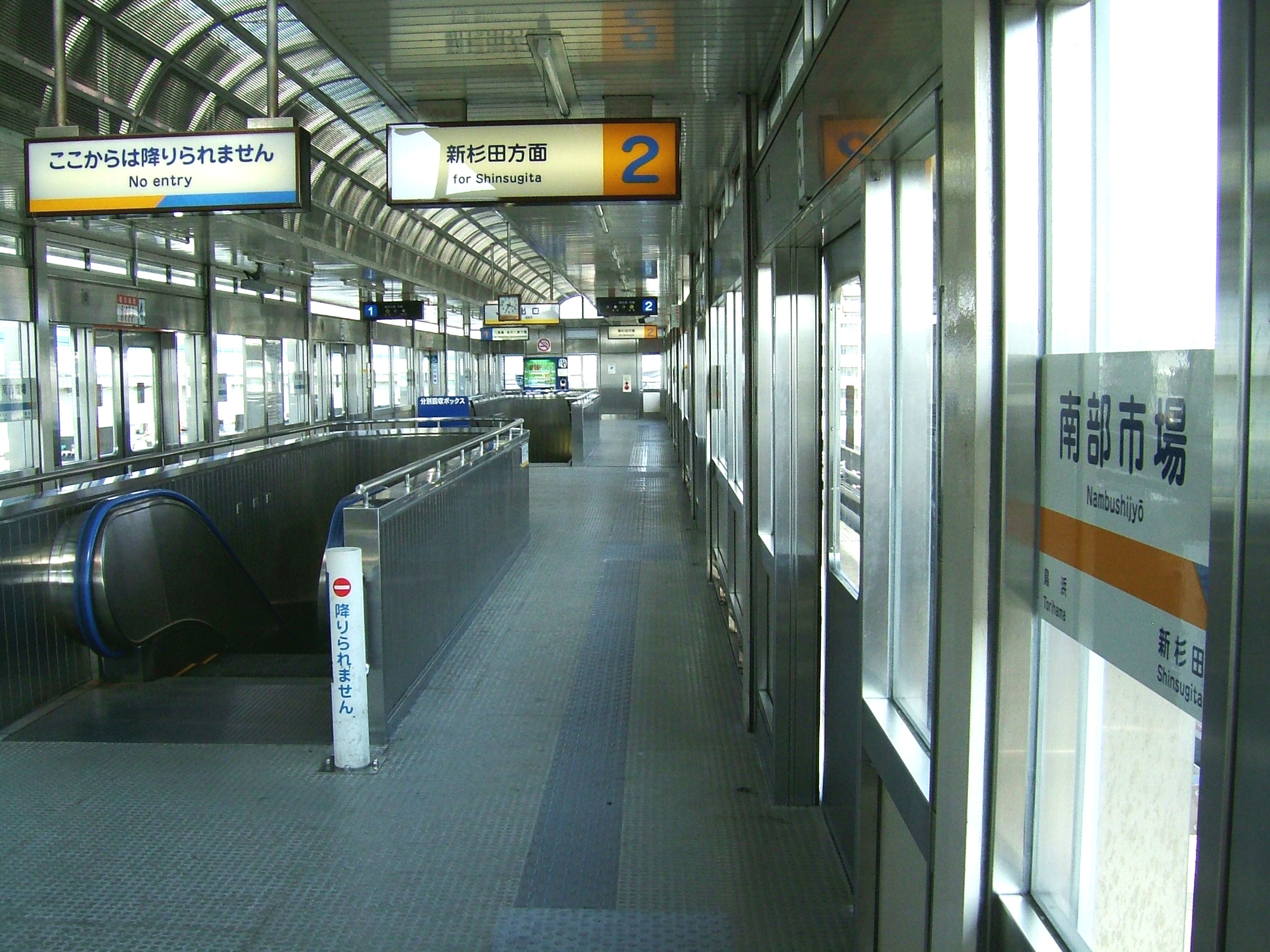
ホーム（2008年7月）

南部市場駅（なんぶしじょうえき）は、神奈川県横浜市金沢区鳥浜町にある、横浜シーサイドライン金沢シーサイドラインの駅である。駅番号は2。

## 歴史
- 1989年（平成元年）7月5日 - 開業[1][2]。
- 2005年（平成17年）3月23日 - 自動券売機を更新、使用を開始。

## 駅構造
島式ホーム1面2線を有する高架駅。ホームの下部に駅舎があるが無人駅となっている。自動改札機・自動券売機設置駅。自動券売機は2005年（平成17年）に更新され、同年3月23日に使用が開始された。

### のりば
| 番線 | 路線                 | 方向 | 行先                 |
| ---- | -------------------- | ---- | -------------------- |
| 1    | 金沢シーサイドライン | 下り | 八景島・金沢八景方面 |
| 2    | 金沢シーサイドライン | 上り | 新杉田方面           |

## 利用状況
2021年度の1日平均乗降人数は4,193人（乗車：2,116人／降車：2,077人）である。
近年の1日平均乗降・乗車人員推移は下記の通り。
| 年度               | 1日平均 乗降人員 | 1日平均 乗車人員 | 出典     |
| ------------------ | ---------------- | ---------------- | -------- |
| 1992年（平成04年） |                  | 1,138            |          |
| 1993年（平成05年） |                  | 1,089            |          |
| 1994年（平成06年） |                  | 1,125            |          |
| 1995年（平成07年） |                  | 1,107            | [ * 1 ]  |
| 1996年（平成08年） |                  | 1,091            |          |
| 1997年（平成09年） |                  | 1,031            |          |
| 1998年（平成10年） |                  | 1,019            | [ * 2 ]  |
| 1999年（平成11年） |                  | 1,024            | [ * 3 ]  |
| 2000年（平成12年） |                  | 1,029            | [ * 3 ]  |
| 2001年（平成13年） |                  | 1,056            | [ * 4 ]  |
| 2002年（平成14年） |                  | 1,168            | [ * 5 ]  |
| 2003年（平成15年） |                  | 1,120            | [ * 6 ]  |
| 2004年（平成16年） |                  | 1,140            | [ * 7 ]  |
| 2005年（平成17年） |                  | 1,205            | [ * 8 ]  |
| 2006年（平成18年） | 2,068            | 1,305            | [ * 9 ]  |
| 2007年（平成19年） |                  | 1,380            | [ * 10 ] |
| 2008年（平成20年） |                  | 1,358            | [ * 11 ] |
| 2009年（平成21年） | 2,755            | 1,360            | [ * 12 ] |
| 2010年（平成22年） | 2,937            | 1,463            | [ * 13 ] |
| 2011年（平成23年） | 2,892            | 1,436            | [ * 14 ] |
| 2012年（平成24年） | 3,083            | 1,531            | [ * 15 ] |
| 2013年（平成25年） | 3,027            | 1,508            | [ * 16 ] |
| 2014年（平成26年） | 2,934            | 1,463            | [ * 17 ] |
| 2015年（平成27年） | 2,834            | 1,407            |          |
| 2016年（平成28年） | 2,865            | 1,421            |          |
| 2017年（平成29年） | 2,825            | 1,407            |          |
| 2018年（平成30年） | 2,795            | 1,398            |          |
| 2019年（令和元年） | 3,514            | 1,774            |          |
| 2020年（令和2年）  | 3,664            | 1,857            |          |
| 2021年（令和3年）  | 4,072            | 2,049            |          |
| 2022年（令和4年）  | 4,193            | 2,116            |          |

## 駅周辺
- 横浜南部市場
- 横浜南部市場内郵便局
- 神奈川県警第1機動隊
- 日本飛行機本社
- トヨタ自動車横浜事業所
- リバースチール横浜工場
- 富岡総合公園
- 椿ヶ丘簡易郵便局
- 首都高速湾岸線
- 国道357号

## バス路線
国道357号線上に設置されている「南部市場前」が最寄りバス停。横浜交通開発バスによる運行。
- 北方向
  - <61> 磯子駅前行（新杉田駅前経由）
  - <61> 新杉田駅前行
- 南方向
  - <61> 入国管理局前行
  - <61> 三井アウトレットパーク横浜行
  - <61> 入国管理局前行（三井アウトレットパーク横浜経由）

## 隣の駅
横浜シーサイドライン
 金沢シーサイドライン
新杉田駅 (1) - 南部市場駅 (2) - 鳥浜駅 (3)